# Adidas International 2002 - Qualificazioni singolare maschile
Le qualificazioni del singolare maschile dell'Adidas International 2002 sono state un torneo di tennis preliminare per accedere alla fase finale della manifestazione. I vincitori dell'ultimo turno sono entrati di diritto nel tabellone principale. In caso di ritiro di uno o più giocatori aventi diritto a questi sono subentrati i lucky loser, ossia i giocatori che hanno perso nell'ultimo turno ma che avevano una classifica più alta rispetto agli altri partecipanti che avevano comunque perso nel turno finale.
Le qualificazioni del torneo Adidas International 2002 prevedevano 32 partecipanti di cui 4 sono entrati nel tabellone principale.

## Teste di serie
1. Wayne Ferreira (Qualificato)
2. Kristian Pless (secondo turno)
3. Christophe Rochus (secondo turno)
4. Juan Ignacio Chela (Qualificato)

1. David Sánchez (primo turno)
2. Nikolaj Davydenko (primo turno)
3. Nicolás Massú (secondo turno)
4. Lars Burgsmüller (primo turno)

## Qualificati
1. Wayne Ferreira
2. Hyung-Taik Lee

1. Ramón Delgado
2. Juan Ignacio Chela

## Tabellone

### Legenda
| - Q = Qualificato - WC = Wild card - LL = Lucky loser | - ALT = Alternate - SE = Special Exempt - PR = Protected Ranking | - w/o = Walkover - r = Ritirato - d = Squalificato |

### Sezione 1
|  | Primo turno     | Primo turno       | Primo turno       | Primo turno | Primo turno |  |  | Secondo turno     | Secondo turno     | Secondo turno     | Secondo turno     | Secondo turno     |   |   | Ultimo turno | Ultimo turno   | Ultimo turno   | Ultimo turno | Ultimo turno |  |
|  |                 |                   |                   |             |             |  |  |                   |                   |                   |                   |                   |   |   |              |                |                |              |              |  |
|  | 1               | Wayne Ferreira    | Wayne Ferreira    | 6           | 6           |  |  |                   |                   |                   |                   |                   |   |   |              |                |                |              |              |  |
|  |                 | Noam Behr         | Noam Behr         | 3           | 2           |  |  | 1                 | Wayne Ferreira    | 6                 | 3                 | 6                 |   |   |              |                |                |              |              |  |
|  | Vince Spadea    | Vince Spadea      | Vince Spadea      | 7           | 6           |  |  |                   | Vince Spadea      | 4                 | 6                 | 4                 |   |   |              |                |                |              |              |  |
|  | Michaël Llodra  | Michaël Llodra    | Michaël Llodra    | 68          | 4           |  |  |                   |                   |                   |                   |                   |   |   | 1            | Wayne Ferreira | Wayne Ferreira | 6            | 6            |  |
|  | Stefano Galvani | Stefano Galvani   | Stefano Galvani   | 6           | 6           |  |  |                   |                   |                   | Vasilīs Mazarakīs | Vasilīs Mazarakīs | 4 | 4 |              |                |                |              |              |  |
|  | Jamie Delgado   | Jamie Delgado     | Jamie Delgado     | 2           | 1           |  |  | Stefano Galvani   | Stefano Galvani   | Stefano Galvani   | 65                | 5                 |   |   |              |                |                |              |              |  |
|  |                 | Vasilīs Mazarakīs | Vasilīs Mazarakīs | 6           | 6           |  |  | Vasilīs Mazarakīs | Vasilīs Mazarakīs | Vasilīs Mazarakīs | 7                 | 7                 |   |   |              |                |                |              |              |  |
|  | 8               | Lars Burgsmüller  | Lars Burgsmüller  | 4           | 4           |  |  |                   |                   |                   |                   |                   |   |   |              |                |                |              |              |  |

### Sezione 2
|  | Primo turno      | Primo turno      | Primo turno    | Primo turno | Primo turno |  |  | Secondo turno    | Secondo turno    | Secondo turno    | Secondo turno    | Secondo turno    |   |   | Ultimo turno   | Ultimo turno   | Ultimo turno   | Ultimo turno | Ultimo turno |  |
|  |                  |                  |                |             |             |  |  |                  |                  |                  |                  |                  |   |   |                |                |                |              |              |  |
|  | 2                | Kristian Pless   | Kristian Pless | 6           | 6           |  |  |                  |                  |                  |                  |                  |   |   |                |                |                |              |              |  |
|  |                  | Todd Reid        | Todd Reid      | 2           | 1           |  |  | 2                | Kristian Pless   | Kristian Pless   | 3                | 0                |   |   |                |                |                |              |              |  |
|  | Hyung-Taik Lee   | Hyung-Taik Lee   | Hyung-Taik Lee | 6           | 7           |  |  |                  | Hyung-Taik Lee   | Hyung-Taik Lee   | 6                | 6                |   |   |                |                |                |              |              |  |
|  | Adrian Voinea    | Adrian Voinea    | Adrian Voinea  | 3           | 64          |  |  |                  |                  |                  |                  |                  |   |   | Hyung-Taik Lee | Hyung-Taik Lee | Hyung-Taik Lee | 6            | 6            |  |
|  | Jacobo Diaz-Ruiz | Jacobo Diaz-Ruiz | 4              | 6           | 6           |  |  |                  |                  | Jacobo Diaz-Ruiz | Jacobo Diaz-Ruiz | Jacobo Diaz-Ruiz | 4 | 4 |                |                |                |              |              |  |
|  | Attila Sávolt    | Attila Sávolt    | 6              | 3           | 4           |  |  | Jacobo Diaz-Ruiz | Jacobo Diaz-Ruiz | 3                | 6                | 7                |   |   |                |                |                |              |              |  |
|  |                  | Peter Luczak     | 4              | 6           | 6           |  |  | Peter Luczak     | Peter Luczak     | 6                | 4                | 5                |   |   |                |                |                |              |              |  |
|  | 5                | David Sánchez    | 6              | 3           | 2           |  |  |                  |                  |                  |                  |                  |   |   |                |                |                |              |              |  |

### Sezione 3
|  | Primo turno   | Primo turno        | Primo turno        | Primo turno | Primo turno |  |  | Secondo turno | Secondo turno     | Secondo turno | Secondo turno | Secondo turno |   |   | Ultimo turno | Ultimo turno | Ultimo turno | Ultimo turno | Ultimo turno |  |
|  |               |                    |                    |             |             |  |  |               |                   |               |               |               |   |   |              |              |              |              |              |  |
|  | 3             | Christophe Rochus  | Christophe Rochus  | 6           | 6           |  |  |               |                   |               |               |               |   |   |              |              |              |              |              |  |
|  |               | Jurij Ščukin       | Jurij Ščukin       | 4           | 4           |  |  | 3             | Christophe Rochus | 4             | 6             | 4             |   |   |              |              |              |              |              |  |
|  | Martin Lee    | Martin Lee         | Martin Lee         | 6           | 6           |  |  |               | Martin Lee        | 6             | 4             | 6             |   |   |              |              |              |              |              |  |
|  | Alun Jones    | Alun Jones         | Alun Jones         | 4           | 3           |  |  |               |                   |               |               |               |   |   | Martin Lee   | Martin Lee   | Martin Lee   | 1            | 4            |  |
|  | Ramón Delgado | Ramón Delgado      | Ramón Delgado      | 6           | 7           |  |  |               |                   | Ramón Delgado | Ramón Delgado | Ramón Delgado | 6 | 6 |              |              |              |              |              |  |
|  | Tomas Behrend | Tomas Behrend      | Tomas Behrend      | 0           | 5           |  |  |               | Ramón Delgado     | 4             | 6             | 7             |   |   |              |              |              |              |              |  |
|  | 7             | Nicolás Massú      | Nicolás Massú      | 6           | 6           |  |  | 7             | Nicolás Massú     | 6             | 3             | 6(1)          |   |   |              |              |              |              |              |  |
|  |               | Davide Sanguinetti | Davide Sanguinetti | 4           | 4           |  |  |               |                   |               |               |               |   |   |              |              |              |              |              |  |

### Sezione 4
|  | Primo turno        | Primo turno        | Primo turno       | Primo turno | Primo turno |  |  | Secondo turno  | Secondo turno      | Secondo turno      | Secondo turno  | Secondo turno  |   |   | Ultimo turno | Ultimo turno       | Ultimo turno       | Ultimo turno | Ultimo turno |  |
|  |                    |                    |                   |             |             |  |  |                |                    |                    |                |                |   |   |              |                    |                    |              |              |  |
|  | 4                  | Juan Ignacio Chela | 6                 | 4           | 6           |  |  |                |                    |                    |                |                |   |   |              |                    |                    |              |              |  |
|  |                    | Todd Larkham       | 3                 | 6           | 3           |  |  | 4              | Juan Ignacio Chela | Juan Ignacio Chela | 6              | 6              |   |   |              |                    |                    |              |              |  |
|  | Vadim Kucenko      | Vadim Kucenko      | Vadim Kucenko     | 6           | 6           |  |  |                | Vadim Kucenko      | Vadim Kucenko      | 0              | 3              |   |   |              |                    |                    |              |              |  |
|  | Daniel Vacek       | Daniel Vacek       | Daniel Vacek      | 4           | 2           |  |  |                |                    |                    |                |                |   |   | 4            | Juan Ignacio Chela | Juan Ignacio Chela | 6            | 6            |  |
|  | Federico Luzzi     | Federico Luzzi     | 7                 | 68          | 6           |  |  |                |                    |                    | Federico Luzzi | Federico Luzzi | 2 | 0 |              |                    |                    |              |              |  |
|  | Juan Antonio Marín | Juan Antonio Marín | 62                | 7           | 4           |  |  | Federico Luzzi | Federico Luzzi     | Federico Luzzi     | Federico Luzzi | W-O            |   |   |              |                    |                    |              |              |  |
|  |                    | Chris Woodruff     | Chris Woodruff    | 6           | 7           |  |  | Chris Woodruff | Chris Woodruff     | Chris Woodruff     | Chris Woodruff |                |   |   |              |                    |                    |              |              |  |
|  | 6                  | Nikolaj Davydenko  | Nikolaj Davydenko | 3           | 5           |  |  |                |                    |                    |                |                |   |   |              |                    |                    |              |              |  |